# Sabellomma harrisae
Sabellomma harrisae är en ringmaskart som beskrevs av Nogueira, Fitzhugh och Rossi 20. Sabellomma harrisae ingår i släktet Sabellomma och familjen Sabellidae. Inga underarter finns listade i Catalogue of Life.